# 王逡之
王逡（qūn）之（？—495年），字宣約，瑯琊郡臨沂人。南北朝之南齊文學家，是王准之的堂弟。
逡之年少時有礼仪学识，见闻广博，起初任江夏王國常侍，大司馬行參軍，章安令。累至始安內史。不之官。後除山陽王驃騎參軍，兼治書御史，安成國郎中，吳令。昇明末年，尚書右僕射王儉重儒術，逡之以才華任著作郎兼尚書左丞，參與定制齊國儀禮，後轉為國子博士。
齊建元二年（480年），逡之上表復立國學，再次任命兼著作郎。奉齊武帝之命貶謝超宗。從尚書左丞轉為通直常侍，驍騎將軍，仍領博士、著作。後出爲寧朔將軍、南康相，入朝任太中、光祿大夫（494年仍在任），加侍中。於建武二年卒。

## 著作
王逡之著有《世行》五卷（以王儉《古今喪服集記》十一條謬誤訂正而成）、主編《永明起居注》、《禮儀制度》十三卷、《續王儉〈百家譜〉》四卷、《喪服五代行要記》十卷、《三代起居注鈔》十五卷等。

## 延伸阅读
[在维基数据编辑]
 《南齊書·卷52》，出自萧子显《南齊書》